# College rock
College rock - termin używany w Stanach Zjednoczonych dla określenia twórczości grup alternatywnych lat osiemdziesiątych przed spopularyzowaniem się nazwy "rock alternatywny". Ich muzyka wahała się od zainspirowanych post punkiem eksperymentów do popu, przy jednoczesnym zachowaniu undergroundowej wrażliwości. Termin nie określa zatem konkretnej stylistyki; można co najwyżej pokusić się o wyróżnienie kilku najpopularniejszych stylistyk. Do najczęściej utożsamianych z college rockiem wykonawców należą R.E.M., 10,000 Maniacs czy The Replacements. Wraz z końcem lat osiemdziesiątych terminu przestano używać w odniesieniu do nowych zespołów.
Pochodzenie nazwy wiąże się z popularnością tego rodzaju muzyki w akademickich stacjach radiowych.

## Lista artystów kojarzonych z college rockiem
- Aztec Camera
- Billy Bragg
- The Bongos(inne języki)
- Edie Brickell & New Bohemians(inne języki)
- Go Betty Go(inne języki)
- Kate Bush
- Camper Van Beethoven(inne języki)
- Descendents
- Dream Syndicate(inne języki)
- Guadalcanal Diary(inne języki)
- Robyn Hitchcock
- Hoodoo Gurus(inne języki)
- The Housemartins
- Indigo Girls
- Let's Active(inne języki)
- Midnight Oil
- The Mighty Lemon Drops(inne języki)
- Morrissey
- Bob Mould(inne języki)
- Hüsker Dü
- Pixies
- Goo Goo Dolls
- The Pursuit of Happiness(inne języki)
- The Replacements
- R.E.M.
- Spin Doctors
- The Smiths
- The Smithereens
- 10,000 Maniacs
- They Might Be Giants
- Throwing Muses
- Violent Femmes
- XTC